# سور (زبان‌شناسی)
در معناشناسی صوری ، سور عمومی عبارتی است که مجموعه‌ای از مجموعه‌ها را نشان می‌دهد. این استانداردی معناشناختی است که کمیت عبارات اسمی دارای سور را تعیین می‌کند. به عنوان مثال، سور عمومی همه پسرها نشان دهنده مجموعه‌ای از مجموعه‌هاست که هر پسر عضوی از آن است:{\displaystyle \{X\mid \forall x(x{\text{ is a boy}}\to x\in X)\}}این رفتار سورها در دستیابی به معنایی ترکیبی برای جملات حاوی سور ضروری است.